# Farghamu
Farghamu é uma cidade na província de Badaquexão, situada no nordeste do Afeganistão. Fica no leito esquerdo de um rio, em um vale do rio Kokcha superior. O terreno é normalmente organizado em campos. A cidade está localizada na fronteira do Shiaposh Kafirs. Até a virada do século XX, não passou de uma pequena vila com, no máximo, trinta famílias, sem pontes ou vau de rio.